# Belkud, Chikodi
Belkud là một làng thuộc tehsil Chikodi, huyện Belgaum, bang Karnataka, Ấn Độ.